# Golden Live in Concert
Golden Live in Concert è il film concerto, nonché ottavo album live, del Golden Tour della cantante australiana Kylie Minogue. Il film è stato registrato durante diverse tappe della tournée ed è stato pubblicato il 6 dicembre 2019 in formato 2CD con le tracce audio e DVD in formato video.

## Descrizione
Il DVD contiene l'intera esecuzione del concerto, oltre al contenuto extra intitolato We Are Golden, mentre l'album live raccoglie tutte le tracce audio presenti nel filmato del DVD.
L'uscita del DVD è stata annunciata il 7 ottobre 2019, in concomitanza con la riedizione di Step Back in Time: The Definitive Collection. Come anteprima dello show, la cantante ha pubblicato il video della performance di Lost Without You, sul suo canale YouTube. Il 18 ottobre 2019 è stata poi condivisa la performance di Golden, seguita da quella di The Loco-Motion il 5 dicembre 2019.

## Riprese
All'inizio del filmato, viene annunciato che il film concerto è stato registrato nel Regno Unito tra settembre e ottobre 2018; ogni esibizione è stata ripresa da diverse angolazioni per catturare l’atmosfera di ogni sezione dello show.
Durante la performance di The Chain, nel momento in cui il ballerino Anders Neilsen posa la giacca di jeans personalizzata su Kylie, la telecamera attraversa i vari concerti mostrando i nomi delle città in cui lo spettacolo è stato presentato. Analogamente, quando Kylie si rivolge al pubblico in cerca del suo "Michelangelo" durante The One, le diverse esibizioni vengono montate in sequenza. Tuttavia, il segno più evidente che il film è stato girato in più location è visibile durante le performance di Love at First Sight e Dancing.

## Tracce

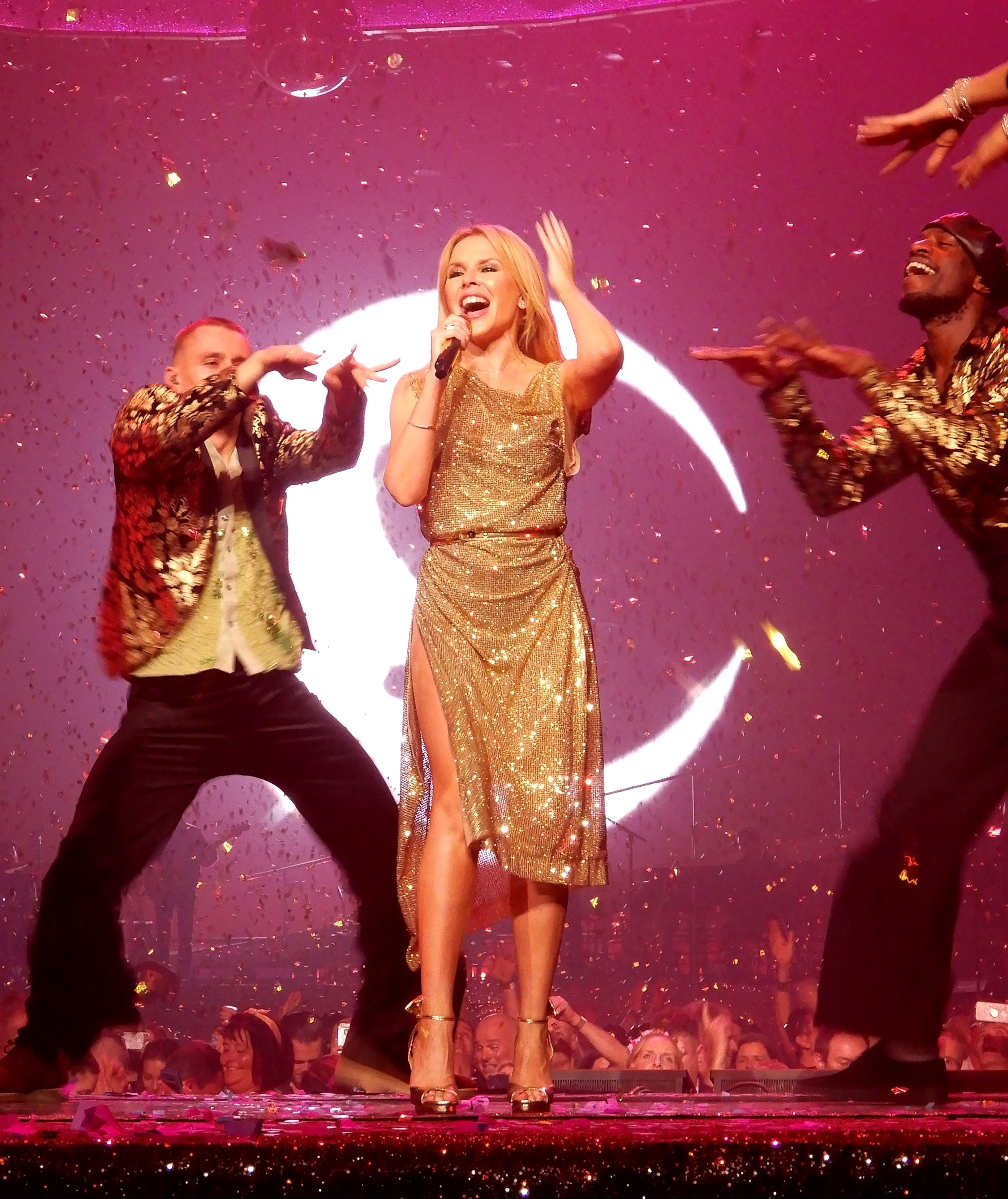
Kylie durante Spinning Around

1. Kylie durante Spinning AroundGolden (intro)
2. Golden
3. Get Outta My Way
4. Better the Devil You Know
5. 'Blue Velvet (interlude)
6. Confide in Me
7. I Believe in You
8. Where the Wild Roses Grow
9. In Your Eyes
10. A Lifetime to Repair
11. Shelby '68
12. Radio On
13. Wow
14. Can't Get You out of My Head
15. The Chain (interlude)
16. Slow
17. Kids
18. The One
19. Stop Me from Falling
20. Wouldn't Change a Thing
21. I’ll Still Be Loving You
22. Especially for You
23. Lost Whitout You
24. All the Lovers
25. New York City
26. Raining Glitter
27. On a Night like This
28. The Loco-Motion
29. Spinning Around
30. Love at First Sight
31. Dancing
32. We Are Golden (contenuto extra)

## Pubblicazione

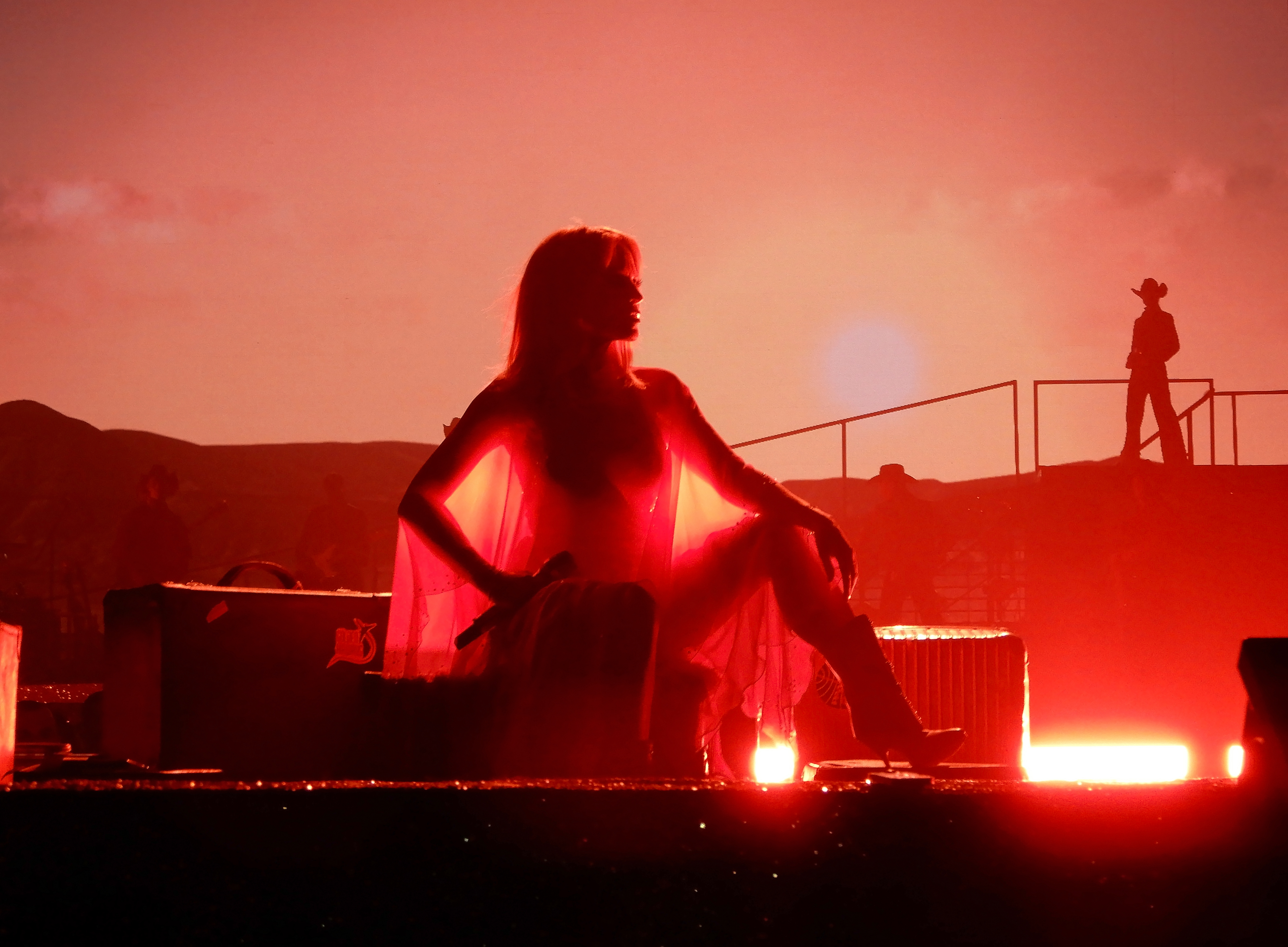
Kylie durante Golden

Il DVD è stato rilasciato in due edizioni: una versione standard in digipack e una deluxe in formato libro con copertina rigida nera, disponibile in esclusiva sullo store online della Minogue, contenente fotografie extra.
Una riedizione dello spettacolo è stata trasmessa su Channel 4 il giorno di Natale 2019, subito dopo la messa in onda dello speciale televisivo della Minogue, Kylie's Secret Night.
Nel 2020 Golden Live in Concert è stato reso disponibile per il download digitale su iTunes Store in formato 1080p per 12.99€.